# Casco Antiguo de Luanco

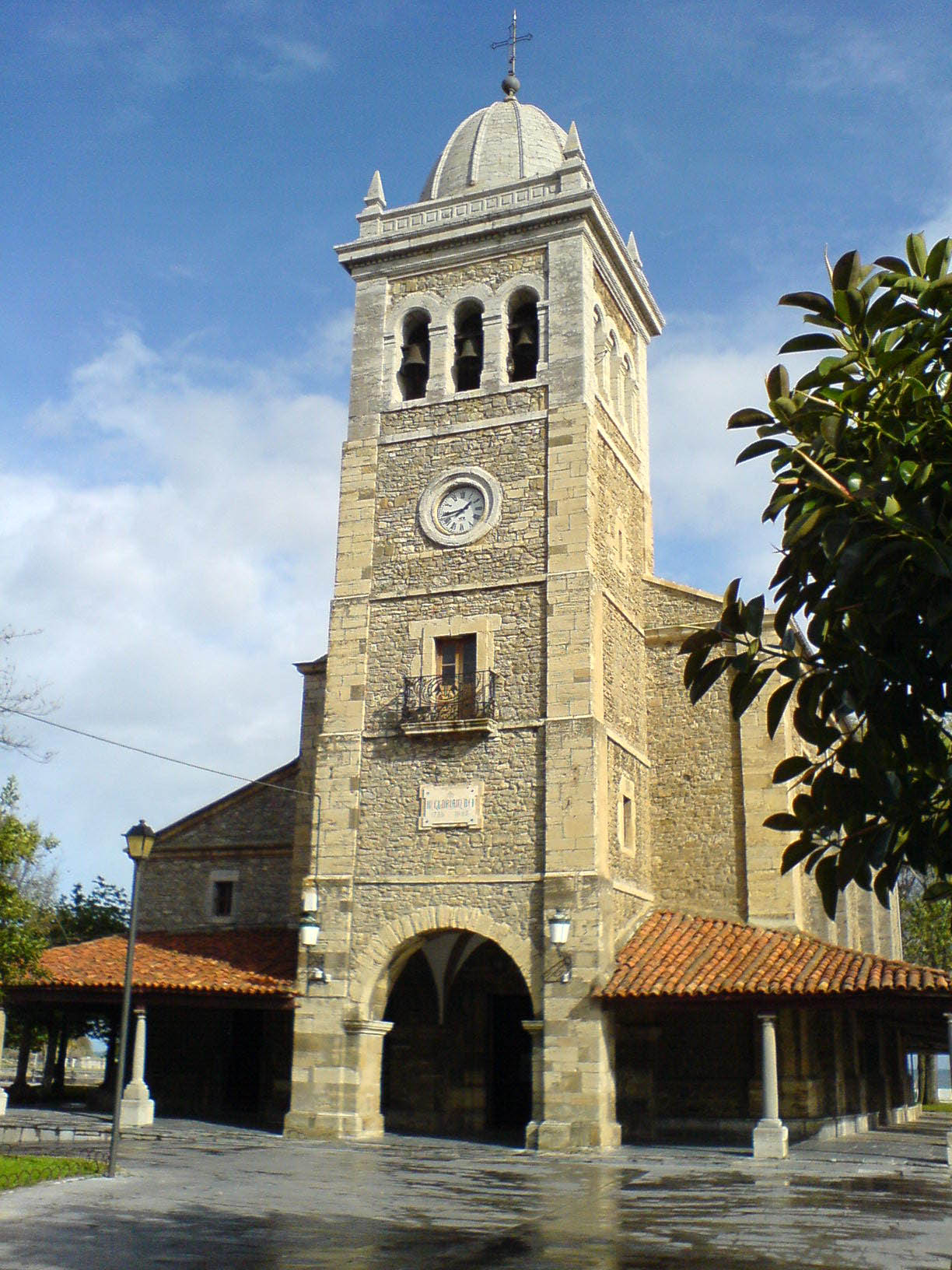
Iglesia de Santa María

La iglesia de Santa María es la sede de la parroquia de Luanco y es Monumento Histórico Artístico que será motivo de una disputa entre las gentes del concejo y la poderosa familia Pola propietaria del terreno. El templo fue acabado con un préstamo del monasterio de San Pelayo de Oviedo. Su estructura es de una sola nave dividida en cuatro tramos, el inicial bajo el coro se cubre con bóveda de crucería y los restantes con estrellada. En el siglo XIX, se le adosan diferentes dependencias y un piso más a la torre campanario, tiene un cabildo sobre columnas toscanas. Hay un gran contraste entre la sobriedad exterior y el barroco interior, con ricos retablos, destacando el retablo mayor del siglo XVIII, con la imagen del Cristo del Socorro. Está dividido en tres calles y ático semicircular, las calles laterales son escenas de la vida de María. Del resto de los retablos se perdió su imaginería original.
El palacio de los Menéndez de la Pola es Monumento Histórico Artístico, con dos torres en los extremos de su fachada principal. Es de planta cuadrada y las dependencias en torno al patio central, con columnas toscanas en el patio de abajo. Su fachada principal con un ritmo en la colocación de vanos, destaca la puerta con dintel sobre pilastras de fuste acanaladas, sobre ella tres balcones de cuerpo central con salientes y con voladizo. A la derecha e izquierda están los escudos. La torre izquierda tiene un corredor de madera. El resto de las fachadas son más austeras, excepto la que asoma al jardín con una amplia galería abierta al segundo piso.
La torre del Reloj de 1705, también utilizada como cárcel, es de planta cuadrada, con tres pisos marcados al exterior por la línea de impostas. Su puerta es barroca delimitada por plásticas molduras de orejas. Sobre el dintel se labra la Cruz de la Victoria.
La casa de Valdés Pola forma conjunto con la capilla de San Juan Bautista, levantada frente a su fachada sur. Presenta el escudo de armas de la familia, está completamente renovada en su interior, siendo hoy en día un restaurante. Su capilla es de pequeñas dimensiones. Un arco de medio punto apoyado en impostas permite el acceso a la nave cuadrada y con un pequeño retablo.
La casa Mori, del arquitecto Manuel del Busto, es una joya del Art Noveau asturiana y con influencia modernista catalana, es de planta rectangular y dos pisos con un pequeño jardín con palomar de madera. Llama la atención los enmarques de los vanos y sus miradores semicirculares del primer piso con finas columnas con cúpula de cerámica.
El Instituto del Santísimo Cristo del Socorro, promovido por el emigrante a Cuba, Mariano Suárez Pola. El edificio es de planta rectangular con cuatro crujías de una sola planta. La fachada principal de gran austeridad con cuerpo central más sobresaliente rematado en frontón triangular con reloj en el tímpano. En los cuerpos laterales cuatro ventanas en arco rebajado y en los extremos las entradas secundarias hechas en sillar cuadrado. 
El palacio de Manzaneda, parte es de una torre medieval de planta cuadrada del siglo XVII, el resto del edificio fue restaurado en 1927. Su planta está estructurada en forma de “U”, la fachada principal tiene un gran arco de acceso sobre el que hay un balcón con antepecho de hierro con dos ventanas y el escudo de armas de la familia Valdés-Coalla. Su capilla se halla en un extremo de la fachada principal.

## Galería

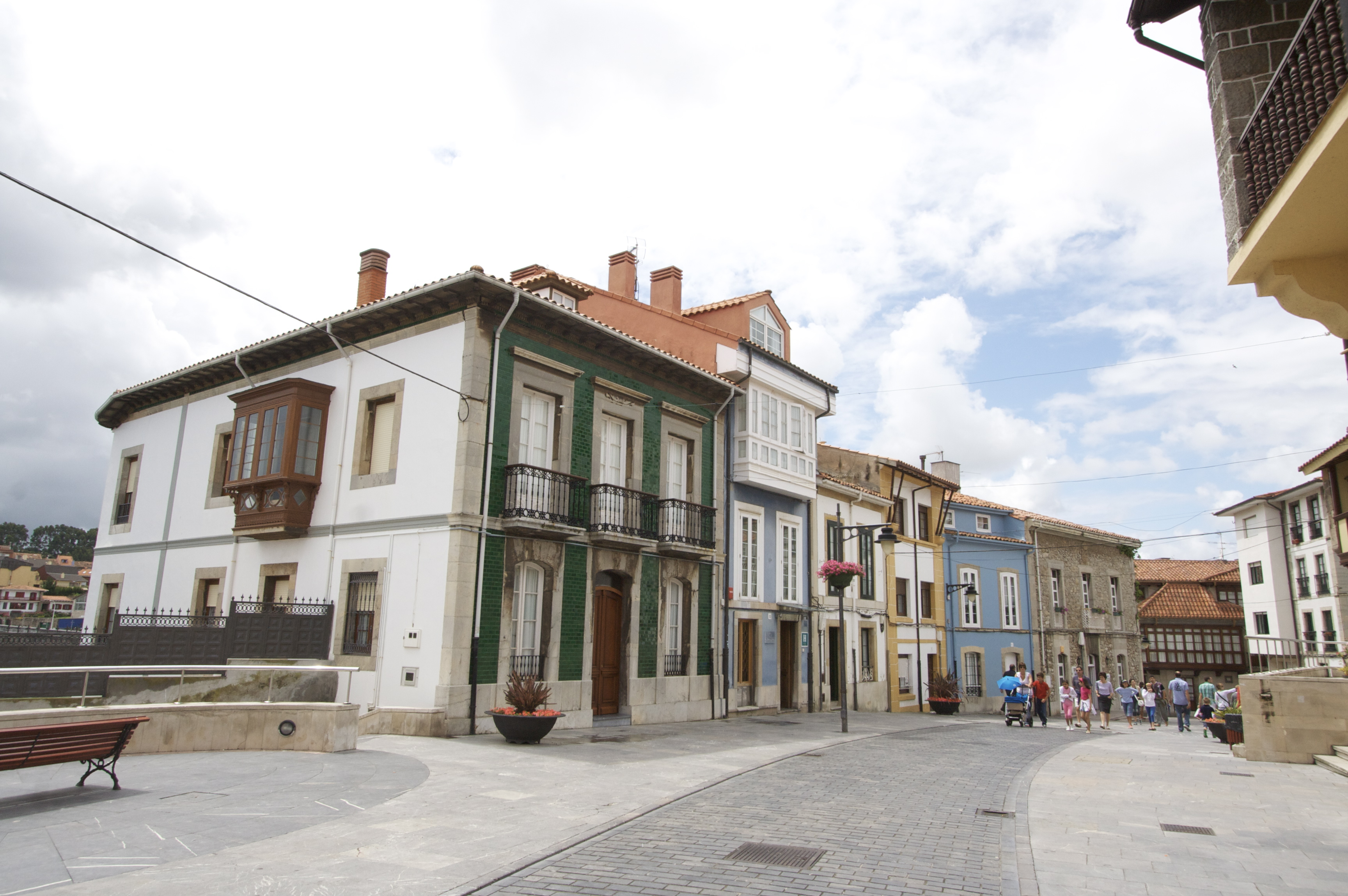
Casco antiguo de Luanco.
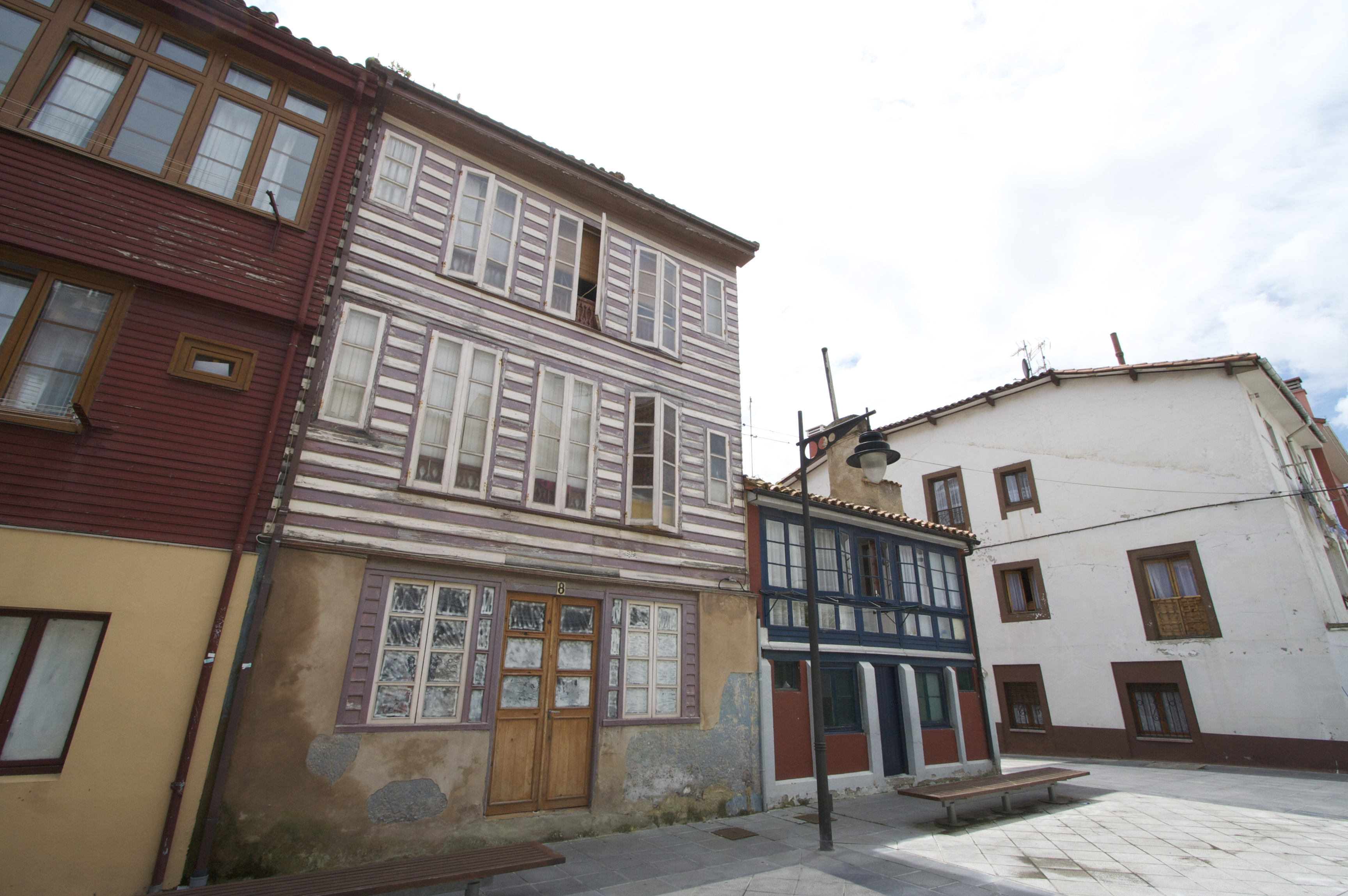
Casco antiguo de Luanco.
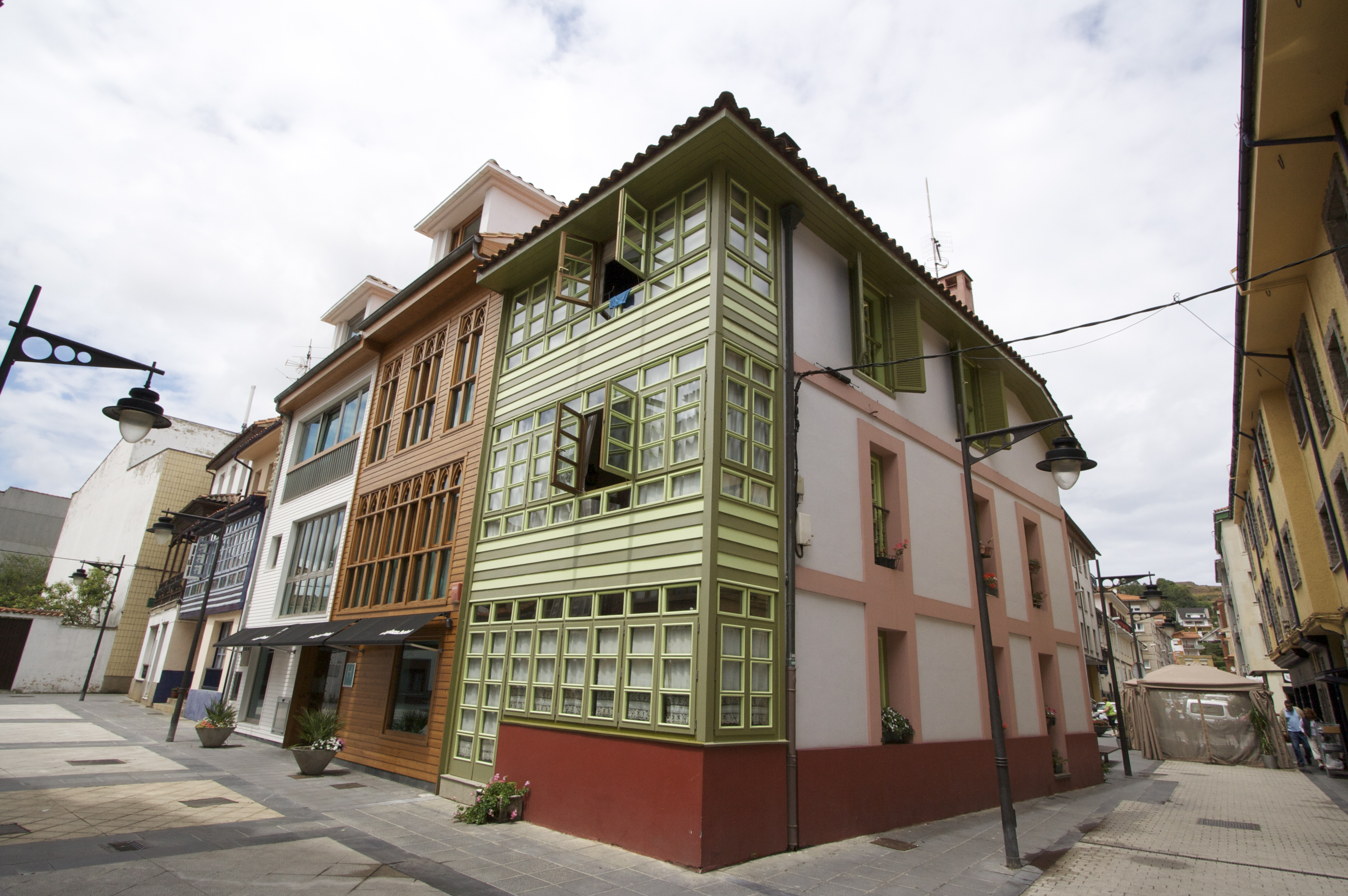
Casco antiguo de Luanco.
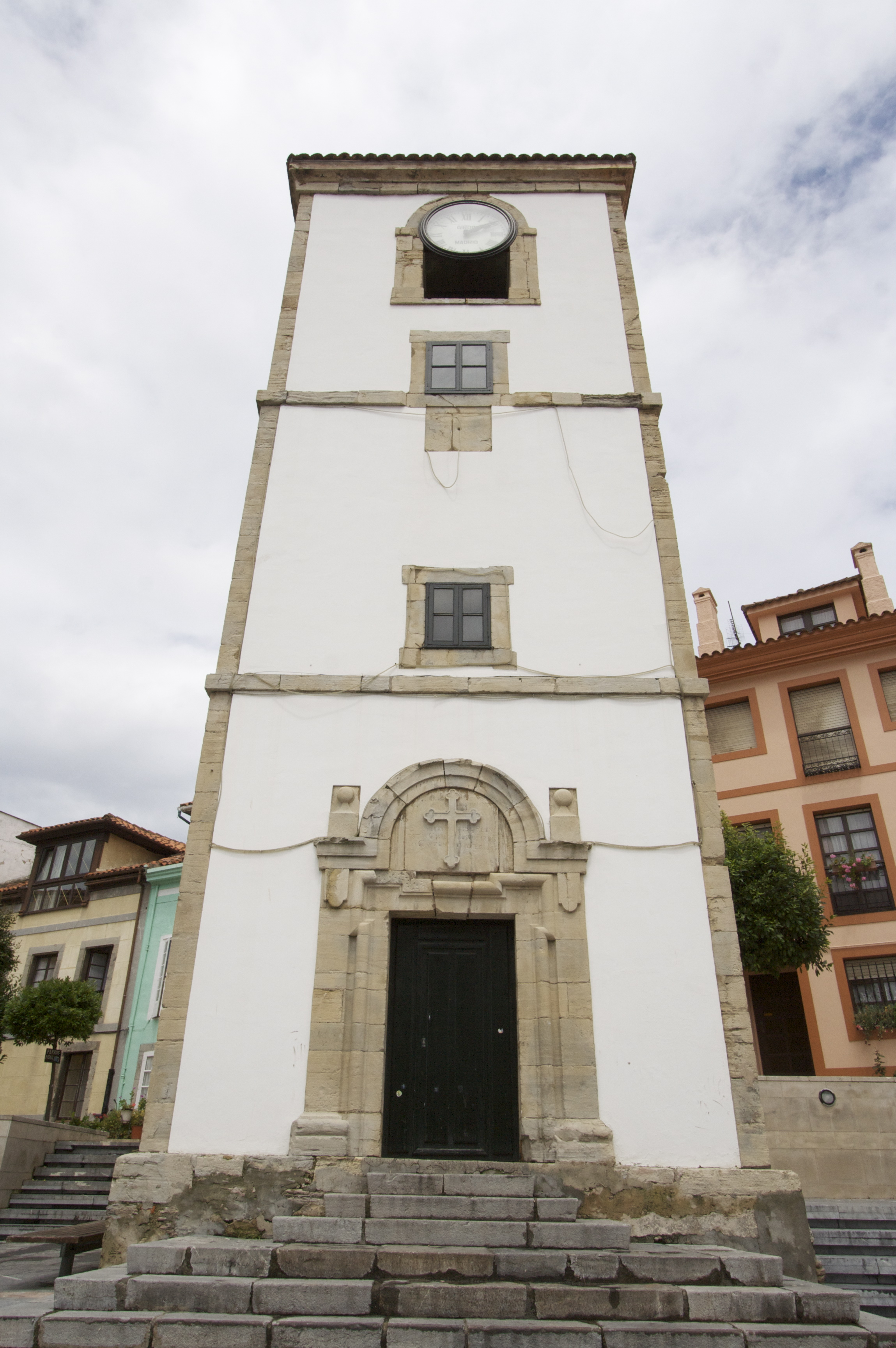
Torre del reloj.

- Datos: Q2918837